# Wright Flyer
Wright Flyer (poznat i kao Flyer I) bio je prvi motorom pokretan zrakoplov kojeg su projektirali i izgradili braća Wright. Let Flyera I priznala je Fédération Aéronautique Internationale (FAI), (vodeća zrakoplovna institucija za aeronautiku i astronautiku i zračni sport) kao "prvi kontinuirani i kontrolirani let letjelice teže od zraka pokretane vlastitim motorom".

## Konstrukcija i dizajn
Flyer I je nastao iz iskustava koje su braća Wright stekla testirajući jedrilice pored Kitty Hawka (Sjeverna Karolina, SAD) između 1900. i 1902. godine. Sam dizajn nastao je direktno iz njihove zadnje letjelice Jedrilice 1902. 
Flyer je izrađen 1903. godine. Konstrukcija letjelice izrađena je od drveta smreke a krila su dizajnirana od aerprofila različite zakrivljenosti (1-20). Kako za pogon svoje letjelice nisu mogli naći odgovarajući automobilski motor, ovlastili su svog zaposlenika Charlia Taylora da izgraditi potpuno novi motor. Dvokraki, ručno izrađen drveni propeler pokretan je preko lančanog prijenosa (tehnologija "posuđena" s bicikla). 
Flyer je bio dvokrilac s kojim je upravljao pilot koji je ležao potrbuške na donjem krilu, s glavom prema prednjoj strani letjelice. Avionom je upravljao pomicanjem postolja pričvršćenog oko njegovih kukova. Postolje je povlačilo užad koja je istovremeno zakretala izlazne ivice krila (u suprotnom smjeru) i zakretala kormilo pravca. 
Postavljen na njihove uže dijelove, Flyer je za uzlijetanje koristio po četiri usporedno postavljene drvene grede.

## Prvi testovi kod Kitty Hawka
1903. godine braća Wright u Kitty Hawku završavaju sklapanje Flyera, istovremeno vježbajući na  Jedrilici 1902. 14. prosinca 1903. bili su spremni za njihov prvi pokušaj motornog leta. Uz pomoć ljudi iz obližnjeg vladinog centra za spašavanje, premještaju Flyer i njegovo postolje za uzlijetanje na obližnje pješčane padine Big Kill Devil Hill. Bacanjem novčića prvi pokušaj uzleta pao je na Wilburna. Nakon što je letjelica skliznula s drvenog zaletišta, Wilbur povlači komande previše oštro, te se zbog gubitka uzgona pri prevelikom napadnom kutu letjelica već nakon tri sekunde ruši i biva manje oštećena. 
Popravak letjelice trajao je tri dana. 17. prosinca braća su ponovno bila spremna za pokušaj. Vjetar je tog dana puhao više od 20 mph te su braća odlučila uzletjeti s ravno postavljenog postolja u vjetar. Ovaj put na uzlet je krenuo Orville. Uz čeoni vjetar koji je pomogao u postizanju potrebne brzine za uzlijetanje let je ovaj put trajao 12 sekundi a letjelica je preletjela udaljenost od 36,5 m.
Taj dan braća Wright su letjela na maloj visini četiri puta, letjeli su ravno, bez pokušaja skretanja. Svaki let je završavao s neplaniranim i grubim prizemljenjem. U posljednjem letu Wilbur je preletio 260 m u 59 sekundi, mnogo duže od prethodnih. Pri slijetanju su se slomili nosači kormila što su braća planirala popraviti te pokušati preletjeti 6 km do Kitty Hawk naselja. Ubrzo nakon toga jak nalet vjetra podigao je Flyer, više puta ga prevrtao, oštetivši ga tako da je izostala svaka nada za brzi popravak. Flyer I više nije poletio.
U 1904. braća Wrights nastavljaju s projektima poboljšanja projekta i tehnike upravljanja u cilju ostvarenja potpuno kontroliranog leta što je rezultiralo novim Flyerom II u 1904. i još savršenijim Flyerom III u 1905. godini. S trećom Flyerom Wilbur je 5. listopada 1905. ostvario kružni let od 39 minuta prešavši 39 km.